# Antonio Aceti
Antonio Aceti (Fermo, ... – Fermo, 1407) è stato un politico italiano.
Giurista universitario a Perugia, sobillò nel 1386 la città di Fermo facendosi eleggere podestà.
Occupò Montegranaro (1395), ma fu presto debellato dalle truppe pontificie. Tentò una riacquisizione del potere nel 1407, ma fu incarcerato e ucciso.